# Mount Elliott, Västantarktis
Mount Elliott är ett berg i Antarktis. Det ligger i Västantarktis. Argentina, Chile och Storbritannien gör anspråk på området. Toppen på Mount Elliott är 1 265 meter över havet, eller 733 meter över den omgivande terrängen. Bredden vid basen är 6,6 km.
Terrängen runt Mount Elliott är varierad. Trakten är obefolkad. Det finns inga samhällen i närheten.